# Asphondylia salsolae
Asphondylia salsolae är en tvåvingeart som beskrevs av Rubsaamen 1908. Asphondylia salsolae ingår i släktet Asphondylia och familjen gallmyggor.
Artens utbredningsområde är Namibia. Inga underarter finns listade i Catalogue of Life.